# جدعون روزين
جدعون روزين (بالإنجليزية: Gideon Rosen)‏ هو فيلسوف أمريكي، ولد في 1962.